# Стэнтон, Сэм
Сэ́мюэл (Сэм) Стэ́нтон (англ. Samuel "Sam" Stanton; 19 апреля 1994, Эдинбург) — шотландский футболист, полузащитник клуба «Рэйт Роверс».

## Карьера

### Клубная
Сэм — воспитанник академии «Хиберниана». 28 января 2012 он дебютировал в основной команде, выйдя на замену в матче против «Рейнджерс». В сентябре 2012 года подписал трёхлетний контракт с клубом. В январе 2013 года был отдан в аренду в «Кауденбит», за который дебютировал в игре с «Гринок Мортон» (1:1). В апреле 2014 года продлил контракт с «Хибс» на четыре года.
15 июля 2017 года отправился в однолетнюю аренду в «Данди Юнайтед». 19 января 2018 года Стэнтон подписал постоянный контракт с «Данди Юнайтед» сроком до мая 2020 года. 21 января 2020 года Стэнтон покинул «Данди Юнайтед», чтобы продолжить карьеру в США.
23 января 2020 года Стэнтон подписал контракт с клубом Чемпионшипа ЮСЛ «Финикс Райзинг». 9 декабря 2020 года Стэнтон покинул «Финикс Райзинг» по обоюдному согласию сторон.
В январе 2021 года Стэнтон подписал контракт с клубом чемпионата Ирландии «Дандолк».
15 декабря 2021 года клуб Шотландского чемпионшипа «Рэйт Роверс» объявил о подписании со Стэнтоном 2,5-летнего контракта, вступающего в силу с 1 января 2022 года.

### Международная
На счету Сэма две игры за сборную Шотландии (до 18). В августе 2012 был вызван в сборную (до 19), дебютировал в игре с Германией. Во втором матче за сборную, против Норвегии, забил первый гол за сборную (до 19 лет), который стал победным для его команды.